# کارولا زیرزو
کارولا زیرزو (انگلیسی: Carola Zirzow؛ زادهٔ ۱۵ سپتامبر ۱۹۵۴) قایقران کایاک اهل آلمان بود.